# Shenzhen (köpinghuvudort i Kina, Zhejiang Sheng, lat 29,42, long 121,34)
Shenzhen (kinesiska: 深甽镇, 深甽) är en köpinghuvudort i Kina. Den ligger i provinsen Zhejiang, i den östra delen av landet, omkring 150 kilometer sydost om provinshuvudstaden Hangzhou. Antalet invånare är 30 581. Befolkningen består av 14 585 kvinnor och 15 996 män. Barn under 15 år utgör 14,0 %, vuxna 15-64 år 73 %, och äldre över 65 år 12,0 %.
Runt Shenzhen är det tätbefolkat, med 266 invånare per kvadratkilometer. Närmaste större samhälle är Ninghai, 16,3 km sydost om Shenzhen. I omgivningarna runt Shenzhen växer i huvudsak blandskog.
Genomsnittlig årsnederbörd är 2 140 millimeter. Den regnigaste månaden är augusti, med i genomsnitt 364 mm nederbörd, och den torraste är januari, med 70 mm nederbörd.